# Tal Hanan
Pour les articles homonymes, voir Hanan.
Tal Hanan (en hébreu : טל חנן), né en 1973, est un homme d'affaires israélien.

## Biographie

### Jeunesse et formation
Né à Nof HaGalil, sur les hauteurs de Nazareth, il vit à Modiin-Maccabim-Reout.

### Carrière
Ancien militaire (opérateur démineur selon la biographie présentée par son entreprise) des forces spéciales et ex-commandant adjoint de l'armée israélienne. Il est parfois présenté comme espion ou mercenaire et connu pour avoir été impliqué dans au moins plusieurs dizaines campagnes de désinformation visant notamment à manipuler, durant plus de deux décennies les élections dans plusieurs pays. 
Il agit via plusieurs entreprises dont une « société fantôme », c'est-à-dire sans existence légale, dite Team Jorge et une officine (DemoMan International basée à Modi'in), qu'il semble toutes deux diriger. 

### Lobbying
Selon une enquête coordonnée par Forbidden Stories publiée par Bloomberg en 2006. 
Alors qu'il travaillait pour le compte d'une banque panaméenne, Tal Hanan a alerté Martin Alberto Rodil (alors chercheur au Fonds monétaire international), de mouvements suspect d'argent de PDVSA (compagnie pétrolière de l'État vénézuélien) vers l’Iran (alors que ce dernier pays était sous sanctions américaines). T. Hanan aurait alors proposé à Rodil d'arrondir ses fins de mois en traquant l'argent pour lui, puis Hanan et Rodil auraient un an plus tard donné leurs informations aux services secrets israéliens, avant de fonder "Global Ressources Solutions" (une officine proposant des prestations de renseignement, sécurité et intelligence financière), en s'y nommant respectivement président et directeur. En 2023, El País signale que Martin Rodil fait en Espagne l'objet d'une enquête « pour avoir extorqué de l'argent à d’anciens officiels vénézuéliens »,,. Hanan et Rodil auraient aussi recruté comme associé Roger Noriega, ex-diplomate américain et ancien secrétaire d’État adjoint du président américain George W. Bush, conservateur connu pour ses positions dures à l'égard d'Hugo Chavez et du chavisme puis à l'égard de Nicolas Maduro notait l'ICIJ en 2022. En 2003, Noriega admet connaître Tal Hanan mais, interrogé par Story Killers, il affirme ne pas avoir eu de « réelle conversation avec lui depuis six ou sept ans. Nous avions des clients communs liés au Vénézuela, mais je n’ai jamais fait d’affaires sérieuses avec lui ».
L'officine créée par Hanan, présentée sous le nom de code Team Jorge (« Jorge » étant l'un des pseudonymes utilisés par Hanan) a, par exemple, tenté d'influencer les élections générales nigérianes de 2015 en collaboration avec une autre officine spécialisée dans la manipulation de l'opinion : Cambridge Analytica, créé en 2013 par Alexander Nix, Steve Bannon comme émanation de SCL (Strategic Communication Laboratories), et principalement financée par la famille du milliardaire américain conservateur Robert Mercer, pour notamment contrôler et fausser les résultats de campagnes électorales par diverses techniques d'influence et de dénigrement (ex : Référendum sur l'appartenance du Royaume-Uni à l'Union européenne), dont au moyen du profilage psychologique de millions d'individus et la construction de messages ciblés et de fake news par une plateforme logicielle dénommée Ripon, intégrant une intelligence artificielle, mise au point par la société-sœur de Cambridge Analytica (créée en même temps qu'elle, mais au Canada) : AggregateIQ, une société fermée après les révélations faites dans le cadre du Scandale Facebook-Cambridge Analytica/AIQ, mais qui semblent avoir été reprise par la société Emerdata Limited (basée dans les mêmes bureaux et ayant en majorité les mêmes directeurs),,,.
Lors des enquêtes sur le scandale Cambridge Analytica a été révélé l'existence et certaines méthodes de « hackers israéliens » d'un groupe désigné par Alexander Nix dans un mail interne de Cambridge Analytica, comme « Israeli back ops ». Ce groupe, dirigé par une personne se faisant appeler « Jorge » est resté inconnu du public jusqu'en février 2023. Il est alors apparu que « Jorge » est l'un des pseudonymes utilisés par Tal Hanan.
Une partie au moins des opérations de désinformations et déstabilisation opérées par Tal Hanan et ses associés a été révélée par le consortium journalistique international Forbidden Stories, notamment composé des journaux The Guardian, The Washington Post, Der Spiegel, Haaretz et Le Monde le 15 février 2023. Hanan a quant à lui nié tout acte répréhensible. T. Hanan affirme par exemple être à l'origine d'une rumeur et de la diffusion de documents selon lesquels il y aurait des liens entre les partisans de l'indépendance catalane et l'État islamique, mais sans révéler qui était le commanditaire de l'opération.
Forbidden stories est un groupe qui « coordonne un réseau international de journalistes continuant et publiant le travail de journalistes menacés, emprisonnés, ou assassinés », et notamment le travail de Gauri Lankesh, « journaliste indienne qui enquêtait sur la désinformation et « les usines à mensonges », assassinée en 2017 ». Selon une enquête conduite par ce groupe et publiée début 2023, Tal Hanan et une organisation qu'il dirige se consacrent depuis plus de 20 ans à la désinformation et à la diffusion de propagande dans plus de 30 pays.
Selon Hanan lui-même, les services vendus par son organisation sont à disposition d'agences de renseignement gouvernementales, de mouvements de campagne politique et d'entreprises privées cherchant à manipuler secrètement l'opinion publique. Il affirme faire travailler une centaine d’employés dans le monde ; chiffre actuellement « impossible à confirmer ». L'une de ses entreprises (DemoMan) disposait en 2022 de bureaux et représentants en Israël, aux États-Unis, en Suisse, en Espagne, en Croatie, aux Philippines ou en Colombie. Il affichait encore des adresses au Mexique et en Ukraine, mais, qui selon les dires de Tal Hanan publiés en 2023, ont été fermées, à cause d'un ralentissement des affaires pour la première, de la guerre russo-ukrainienne pour la seconde. Selon Mashy Meidan, partenaire et proche de Hanan, la Team Jorge a « travaillé en Europe, en Afrique, en Asie du Sud-Est et en Amérique latine ». 
L'un des principaux outils de l'organisation est un progiciel appelé Advanced Impact Media Solutions (ou Aims), permettant de créer et animer des milliers de faux comptes et faux profils sur des réseaux sociaux comme Twitter, LinkedIn, Facebook, Telegram et bien d'autres. 
Le groupe utilise également des techniques de piratage informatique (hacking de boîtes e-mail et de messageries Telegram) ainsi que (pour créer de faux profils d'internautes) des photographies prises sans autorisation ni sourçage sur Internet,.
D'autres moyens plus ou moins mensongers et/ou illégaux sont par exemple une fausse manifestation (à Londres, avec en réalité seulement trois personnes présentes), la distribution de faux tracts, le placement de sujets dans les médias (ex : sur BFM-TV), des campagnes de lobbying politique sophistiquées portées par des bots Twitter, vidéos de dénigrement postées sur You tube par Team Jorge, par exemple pour discréditer et attaquer le lanceur d'alerte Xavier Justo à l’origine du scandale du fonds d’investissement malaisien 1Malaysia Development Berhad (1MDB), des vidéos publiées par Team Jorge, etc..

Selon l'enquête publiée en février 2023, Hanan, alias « Jorge » s'est attribué la cyberattaque massive subie par différents sites Internet liés à la consultation sur l'indépendance de la Catalogne du 9 novembre 2014, dont ceux de la Généralité de Catalogne qui a mis en danger le service médical d'urgence et la prescription électronique dans cette région d'Espagne. 
Outre la coordination de cette cyberattaque, de type déni de service, une « fuite » de documents ayant des liens présumés entre l'indépendance de la Catalogne et l'État islamique avait été attribuée en même temps. Via son entreprise, DemoMan International Ltd (parfois aussi dénommée Team Jorge), enregistrée sur un site Internet géré par le ministère de la Défense israélien, qui promeut l'exportation de produits de défense, et par d'autres voies, Tal Hanan fournit divers services, dont des « opérations spéciales » aux gouvernements, aux candidats à des élections et à des entreprises ou d'autres entités. Selon les journalistes qui ont enquêté sur ces activités, Hanan ne révèle jamais qui sont les commanditaires.

## Tal Hanan et les cryptomonnaies
Tal Hanan et son frère Zohar Hanan ont expliqué à des journalistes enquêtant sous couverture qu'ils se servent aussi des bots informatiques générés et animés par la plateforme AIMS, pour manipuler le marché des crypto-monnaies à leur propre profit. AIMS peut aussi générer de faux comptes Amazon, et être utilisé pour créer un portefeuille de cryptomonnaies.